# Стефан (Дінідіс)
Митрополит Стефан Дінідіс (грец. Μητροπολίτης Στέφανος Ντινίδης ; 1968, Стамбул) — єпископ Константинопольської православної церкви, митрополит Галліопольський і Мадітський, іпертим та екзарх Херсонеса Фракійського.

## Життєпис
1986 року закінчив Зографський ліцей, 1990 року — факультети історії та філософії Стамбульського університету, а в 1995 році — богословський факультет Університету Аристотеля в Салоніках.
У 1996 році митрополитом Феодоропольським Германом Афанасіадісом був висвячений у сан диякона.
У 2005–2007 роках служив великим архідіаконом при Патріарху Константинопольському.
30 листопада 2007 року Патріархом Константинопольським Варфоломієм був висвячений у сан священника, після чого служив великим протосинкеллом.
3 березня 2011 року рішенням Священного синоду Константинопольської православної церкви обраний митрополитом Галліопольським та Мадітським. Обрання ієрарха на цю кафедру відбулося вперше за 87 років.
13 березня 2011 року висвячений на єпископа зі зведенням у сан митрополита Галліопольського і Мадітського. Хіротонію звершили: патріарх Константинопольський Варфоломій, митрополит Феодоропольський Герман Афанасіядіс, митрополит Імврійський і Тенедський Кирил Драгуніс, митрополит Пригіпоніський Яків Софроніядіс, митрополит Гераський Феофан Хасапакіс (Єрусалимський Патріархат), митрополит Мітилінський Яків Франдзіс, єпископ Бачський Іриней Булович (Сербська православна церква), митрополит Філадельфійський Мелитон Карас, митрополит Севастійський Димитрій Комматас, митрополит Аркадійський Василь Мансур (Антіохійський Патріархат), митрополит Мірликійський Хризостом Калаїдзіс, митрополит Іконійський Феоліпт Фенерліс, Аркалохорійський, Кастелійський та Віанський Андрій Нанакіс.
Через неможливість пастирського служіння в єпархії оселився в Стамбулі, де виконував обов'язки великого протосинкела.